# Élections régionales de 2008 en Vallée d'Aoste

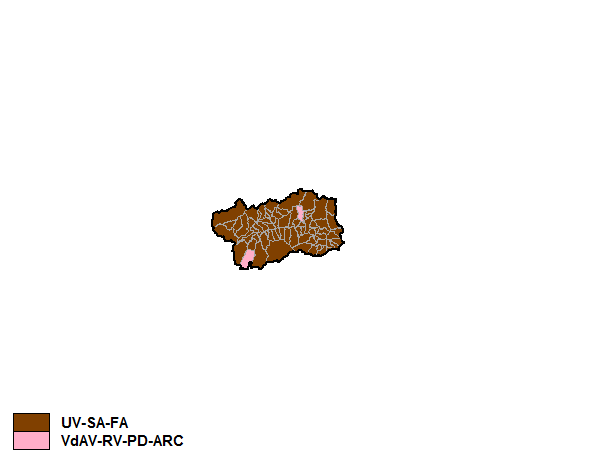
Coalition majoritaire par commune

Les élections pour la XIIIe législature du Conseil de la Vallée d'Aoste se sont déroulées le 25 mai 2008. Sept listes, 245 candidats et trois coalitions : la première formée par les forces autonomistes, Union valdôtaine, Stella alpina et Fédération autonomiste, la seconde par les partis de centre gauche, c'est-à-dire L'Arc-en-ciel - Vallée d'Aoste, Parti démocrate, Vallée d'Aoste Vive/Renouveau valdôtain, et la troisième par Le Peuple de la liberté. Dans les faits, ce sont presque les mêmes forces que celles qui avaient déjà animé les élections législatives italiennes des 13 et 14 avril 2008 qui étaient présentes.

## La nouvelle loi électorale
La scrutin électoral s'est déroulé sur la base de la nouvelle loi électorale votée le 7 août 2007, et qui remplaça la précédente règlementation en vigueur, datant de 1997.
La nouvelle règlementation, en plus de confirmer le seuil d'éligibilité à 5,71 % (ou mieux, les deux trente-cinquièmes) des votes valides, fixé par la loi en vigueur, introduit un bonus de majorité pour la coalition de listes la plus votée. Il est prévu en particulier que la coalition obtenant la majorité absolue des suffrages soit assurée de 60 % des sièges de conseillers. Si la meilleure coalition arrivée en tête remporte seulement une majorité relative, elle n'obtiendra que 51 % des sièges. Un tel cas doit cependant se vérifier mathématiquement en répartissant les sièges selon la méthode Hare-Niemeyer des quotients entiers et des plus grands restes, entre les listes ayant dépassé le seuil d'éligibilité. Mais si en effectuant ce calcul, il en ressortait, pour la coalition arrivée en tête, un nombre de sièges inférieurs à la majorité absolue du nombre de conseillers, les citoyens auraient été rappelés le 8 juin pour un second tour de ballottage entre les deux coalitions arrivées en tête : la liste vainqueur se serait alors vue attribuée 18 sièges.

## Résultats
|                                                              |                                                              |                                                   |         |       |      |        |               |
| Listes                                                       | Listes                                                       | Listes                                            | Voix    | %     | +/-  | Sièges | +/-           |
|                                                              |                                                              | Union valdôtaine (UV)                             | 32 614  | 44,39 | 2,84 | 17     | 1             |
|                                                              | Stella Alpina (SA)                                           | 8 370                                             | 11,39   | 8,44  | 4    | 3      |               |
|                                                              | Fédération autonomiste (FA)                                  | 4 536                                             | 6,17    | N/A   | 2    | 2      |               |
| Total Coalition Vallée d'Aoste Autonomie Progrès Fédéralisme | Total Coalition Vallée d'Aoste Autonomie Progrès Fédéralisme | 45 520                                            | 61,95   | 5,11  | 23   | 2      |               |
|                                                              |                                                              | Vallée d'Aoste Vive-Renouveau valdôtain (VdAV-RV) | 9 170   | 12,48 | Nv.  | 5      | 5             |
|                                                              | Parti démocrate (PD)                                         | 6 841                                             | 9,31    | 0,39  | 3    | 1      |               |
|                                                              | L'Arc-en-ciel - Vallée d'Aoste (ARC) (avec FdV-PRC-PdCI-SD)  | 4 120                                             | 5,61    | 2,28  | –    | 3      |               |
| Total Coalition Autonomie Liberté Démocratie                 | Total Coalition Autonomie Liberté Démocratie                 | 20 131                                            | 27,40   | Nv.   | 8    | 1      |               |
|                                                              | Le Peuple de la liberté (PdL)                                | Le Peuple de la liberté (PdL)                     | 7 826   | 10,65 | 1,23 | 4      | 1             |
|                                                              |                                                              |                                                   |         |       |      |        |               |
| Suffrages exprimés                                           | Suffrages exprimés                                           | Suffrages exprimés                                | 73 477  | 96,46 |      |        |               |
| Votes blancs                                                 | Votes blancs                                                 | Votes blancs                                      | 771     | 1,01  |      |        |               |
| Votes nuls                                                   | Votes nuls                                                   | Votes nuls                                        | 1 933   | 2,54  |      |        |               |
| Total                                                        | Total                                                        | Total                                             | 76 187  | 100   | -    | 35     | en stagnation |
| Abstentions                                                  | Abstentions                                                  | Abstentions                                       | 26 380  | 25,72 |      |        |               |
| Inscrits/Participation                                       | Inscrits/Participation                                       | Inscrits/Participation                            | 102 567 | 74,28 |      |        |               |

21 sièges garantis à la coalition obtenant la majorité absolue.

## Les élus
Union valdôtaine: Auguste Rollandin, Aurelio Marguerettaz, Giuseppe Isabellon, Laurent Viérin, Albert Lanièce, Alberto Cerise (remplacé, pour cause de décès, par Renato Praduroux le 19/09/2012), Lucien Caveri, Emily Rini, Ennio Pastoret, Andrea Rosset, Alberto Crétaz, Mauro Bieler, Salvatore Agostino, Carlo Norbiato, Diego Empereur, Hélène Impérial et Manuela Zublena.
Stella alpina: Marco Viérin, André Lanièce, Francesco Salzone et Dario Comé.
Fédération autonomiste: Claudio Lavoyer et Leonardo La Torre.
Vallée d'Aoste Vive - Renouveau valdôtain (au 10 mars 2010, ALPE): Robert Louvin, Albert Chatrian, Giuseppe Cerise, Patrizia Morelli et Alberto Bertin.
Parti démocrate: Raimondo Donzel, Carmela Fontana et Gianni Rigo.
Le Peuple de la liberté: Massimo Lattanzi, Enrico Tibaldi, Alberto Zucchi et Cleto Benin.

## Sources
- (it) Cet article est partiellement ou en totalité issu de l’article de Wikipédia en italien intitulé « Elezioni regionali in Valle d'Aosta del 2008 » (voir la liste des auteurs).